# Вторая авеню (линия Шестой авеню, Ай-эн-ди)
|  |
|  |
|  |
|  |
|  |
|  |
|  |
|  |

|  |
|  |
|  |
|  |
|  |
|  |
|  |
|  |

«Вторая авеню» (англ. Second Avenue) — станция Нью-Йоркского метрополитена, расположенная на линии Шестой авеню, Ай-эн-ди. Станция находится на пересечении 2-й авеню и Хаустон-стрит в Манхэттене, в районе Ист-Виллидж. На станции останавливаются маршруты F (круглосуточно) и <F> (в часы пик в пиковом направлении).
Станция представляет собой четыре пути и две островные платформы. Поезда используют только внешние пути, внутренние пути не используются для регулярного движения поездов. Станция отделана в синих и фиолетовых тонах — в фиолетовый цвет окрашены стены, в синий — колонны. На стенах станции нет ни одного её названия — таблички с названием расположены только на колоннах. В центре платформ есть особо крупные колонны с встроенными в них скамейками.
Станция имеет два выхода — на перекрёстки Хаустон-стрит с 1-й и 2-й авеню соответственно. Несмотря на название станции круглосуточно открыт только восточный выход — к 1-й авеню. Выход ко 2-й авеню работает не всегда. Станция не оборудована для пассажиров с ограниченными возможностями, лифтов нет, только лестницы.
Внутренние пути с восточной стороны заканчиваются тупиками чуть дальше после платформы, не имея при этом никаких соединений между собой и с локальными путями. Перед станцией (с запада) между центральными путями имеется перекрёстный съезд, что позволяет этой станции быть конечной, когда это необходимо. После перекрёстного съезда центральные пути присоединяются к внешним. С востока, локальные пути продолжаются под Хаустон-стрит перед поворотом на Эссекс-стрит вплоть до следующей станции — Delancey Street
Станция была открыта 1 января 1936 года в составе одной из первых линий компании IND — IND Sixth Avenue Line. Транзитные поезда сразу стали использовать локальные пути. Экспресс-пути использовались для разных услуг. В то время все четыре пути непрерывно следовали от West Fourth Street — Washington Square до Second Avenue. Но при строительстве соединения Кристи-стрит в 1960-х годах экспресс пути Broadway — Lafayette Street были отделены от экспресс-путей Second Avenue. Теперь от Broadway — Lafayette Street экспресс-пути следовали через это подключение на Манхэттенский мост. А экспресс-пути здесь были присоединены к локальным.
Внутренние пути станции использовались в качестве терминала маршрута V, работавшего с декабря 2001 по июнь 2010. Во времена его курсирования станция изменила своё название на Lower East Side — Second Avenue, несмотря на то, что станция находится в Ист-Виллидж. Это название было отражено на всех картах, в поездах, но таблички с названием на станции так никогда и не менялись.
В будущем планируется соединение этой станции со станцией Хаустон-стрит строящейся линии Второй авеню.